# Zoe Caldwell
Zoe Ada Caldwell OBE (Melbourne, 1933. szeptember 14. – Pound Ridge, New York, USA, 2020. február 16.) négyszeres Tony-díjas ausztrál színésznő.

## Filmjei
Mozifilmek
- Festival in Adelaide (1962)
- Kairó bíbor rózsája (The Purple Rose of Cairo) (1985)
- Lilo és Stitch – A csillagkutya (Lilo & Stitch) (2002, hang)
- Stitch! – A csillagkutya legújabb kalandjai (Stitch! The Movie) (2003, hang)
- Születés (Birth) (2004)
- Stitch's Great Escape! (2004, rövidfilm, hang)
- Rém hangosan és írtó közel (Extremely Loud & Incredibly Close) (2011)

Tv-filmek
- A Midsummer Night's Dream (1959)
- Macbeth (1961)
- Dear Liar (1964)
- The Secret of Michelangelo (1968, narrátor)
- Medea (1983)
- Az öreg ház titka (Lantern Hill) (1989)

Tv-sorozatok
- BBC Sunday-Night Play (1960, egy epizódban)
- ITV Television Playhouse (1960, egy epizódban)
- Suspense (1960, egy epizódban)
- The Herries Chronicle (1960, négy epizódban)
- Theatre 70 (1960, egy epizódban)
- Festival (1962–1965, hat epizódban)
- Playdate (1964, két epizódban)
- Great Performances (1971, egy epizódban)
- Witness to Yesterday (1974, egy epizódban)
- BBC Play of the Month (1978, egy epizódban)
- American Masters (1986, egy epizódban)
- Váratlan utazás (Road to Avonlea) (1990, egy epizódban)
- Lilo & Stitch: The Series (2003, hang, egy epizódban)